# Stitch
Stitch, nato con il nome dell'Esperimento 626 (pronunciato sei-due-sei), è un personaggio immaginario protagonista del franchise di Lilo & Stitch sviluppato dalla Disney. È apparso per la prima volta nel film Lilo & Stitch (2002), 42º Classico Disney, e successivamente nei vari sequel, tre serie televisive e videogiochi correlati.
Stitch è stato concepito dal co-regista e sceneggiatore del primo film, Chris Sanders, che gli ha anche prestato la voce in quasi tutti i media; nelle produzioni spin-off asiatiche Stitch! e Stitch & Ai è stato invece doppiato da Benjamin Diskin. In italiano è stato doppiato da Bob van der Houven nel primo film, Larry Kapust nei sequel e nella prima serie televisiva, e infine da Paolo De Santis nell'anime Stitch! e nel remake live-action (2025)

## Personaggio

### Caratteristiche
È un esperimento genetico (n. 626) dall'aspetto a metà strada tra un koala ed un cane. Possiede un manto di colore blu (azzurro sul ventre), due grandi occhi neri, quattro braccia e due zampe inferiori, una coda corta, un paio di orecchie da pipistrello, una serie di aculei sulla schiena ed un paio di antenne sulla testa. Tuttavia, è in grado di modificare il proprio aspetto ritraendo nel proprio corpo due delle sue braccia, gli aculei e le antenne. Si esprime in una lingua aliena chiamata tantalog, ispirata all'hawaiano, anche se può parlare qualsiasi lingua dell'universo. Nella versione originale, Stitch è doppiato dal suo ideatore, il regista Chris Sanders.

### Abilità
Le principali abilità di Stitch sono: una grande resistenza ai danni fisici (vicina all'invulnerabilità) che gli permette di resistere ai proiettili e al fuoco (ad eccezione del plasma), una grande intelligenza, una capacità di apprendimento molto elevata, una forza incredibile che gli permette di spostare oggetti anche 3000 volte più pesanti di lui, visione notturna, artigli utili per camminare su muri, pareti e soffitti ed è in grado di ritrarre nel proprio corpo le antenne, gli aculei dorsali e due delle quattro braccia per poi estrarle quando vuole. Inoltre Stitch è un pilota spaziale provetto. Tuttavia, a causa dell'elevata densità del suo corpo, Stitch non è in grado di nuotare.

### Storia
Creato da un geniale scienziato, considerato genio malvagio, chiamato Jumba Jookiba, con il solo scopo di distruggere, viene pertanto condannato all'esilio su un asteroide deserto. Fortunatamente Stitch (chiamato inizialmente Esperimento 626) riuscirà a liberarsi dalla prigionia e a fuggire a bordo di una navicella d'emergenza. Arrivato accidentalmente sulla Terra, e più precisamente nell'arcipelago delle Hawaii, sarà investito da un convoglio di camion, venendo poi condotto al canile apparentemente in fin di vita. Lilo lo adotterà, scambiandolo per un cane (dopo opportuni mutamenti eseguiti dallo stesso Stitch, come ad esempio far scomparire due delle sue quattro braccia, le sue antenne ed i suoi aculei dorsali). Da qui cominciano le peripezie dei due, in seguito alle quali l'alieno comprenderà di essere ben oltre un semplice strumento di distruzione, affezionandosi a Lilo ed entrando a far parte della sua famiglia. Diventerà il migliore amico e compagno di giochi della piccola Lilo.

## Accoglienza
La rivista Play Generation classificò Stitch come il terzo alieno più alienato dei videogiochi usciti su PlayStation 2 tenendo conto della sua apparizione in Stitch: Esperimento 626.